# Méridia
Méridia est le nouveau quartier d'affaires en construction, de Nice, situé sur la plaine du Var en amont du quartier de l'Arenas près de l'aéroport de Nice.

## Description
Ce quartier d'affaires d'une superficie de vingt-deux hectares, doit voir le jour dans quelques années, les différents travaux devant s'étendre jusqu'en 2013. Il sera constitué de 130 000 m² de bureau complétant ainsi l'offre en immobilier d'entreprise de la ville de Nice. Par ailleurs, ce nouveau quartier sera à quelques pas du Palais Nikaia, de la célèbre Promenade des Anglais et du futur pôle d'échange de Saint-Augustin.
Il devrait comporter à terme :
- 400 entreprises ;
- 5 000 nouveau emplois ;
- 40 000 m2 de logements ;
- 27 300 m2 de commerces ;
- 128 700 m2 de bureaux.